# 李启生
李启生（1926年—），男，奉天（今辽宁）新金人，中华人民共和国政治人物，曾任中共辽宁省委秘书长，辽宁省政协副主席。